# Guidobaldo II della Rovere
Guidobaldo II della Rovere, född 1514, död 1574, var en italiensk monark. Han var regerande hertig av Urbino från 1538 till 1574.